# Estado remanente
Un estado remanente es un fragmento restante de un estado que en su momento fue de mayor tamaño. Es decir, se trata de un territorio reducido como resultado de la anexión, ocupación, secesión, descolonización, golpe de Estado o revolución en parte del antiguo territorio. En este último caso no se trata de un gobierno en el exilio porque todavía controla parte del territorio previo.

## Ejemplos

### Antigüedad
- A mediados del siglo II a. C., el Imperio Seléucida quedó reducido a Siria, después de haber perdido la mayor parte de su territorio en el este ante el Imperio Parto. Finalmente se convirtió en provincia romana en el 64 a. C.[2]
- El reino de Soissons, gobernado por Siagrio, sobrevivió a pérdidas territoriales y a la posterior caída del Imperio Romano Occidental en 476, cuyo dominio galorromano consistía ahora sólo en unas pocas ciudades entre el río Somme y el Loira. El reino finalmente cayó en manos del rey de los francos Clodoveo I en 486.[3][4]

### Edad Media
- En el año 578, el reino Mauro Romano fue derrotado por el Imperio bizantino, lo que llevó casi inmediatamente al fin del reino, que fue fragmentado y parcialmente reincorporado al imperio.[5] El reino fue reemplazado por unos pocos estados bereberes romanizados más pequeños, en particular el Reino de Altava, centrado en la capital del antiguo reino, que sobrevivió hasta la conquista del Magreb por el califato omeya en VII siglos VII y VIII . siglos.[6]
- En 1127, la dinastía Song del Sur, que se retiraba al sur del río Huai He, existía como un estado remanente de los Song del Norte, después de que la dinastía Jin tomara el control del norte de China.[7]
- En 1204, el Imperio bizantino fue derrotado en la Cuarta Cruzada, lo que llevó a los venecianos y a los cruzados a dividirse la mayor parte del imperio entre ellos. Las familias imperiales bizantinas sobrevivientes fundaron sus propios estados griegos en los territorios que permanecieron bajo su control: el Imperio de Nicea dirigido por Teodoro I Láscaris, el Despotado de Epiro dirigido por la dinastía de los Ángeles y el Imperio de Trebisonda ya dirigido por la Dinastía de los Comnenos.[8]
- En 1368, la dinastía Yuan se retiró a la meseta de Mongolia y sobrevivió como un estado residual dirigido por la dinastía Yuan del Norte, después de que la dinastía Ming tomara el control de la China histórica.[9]

### Edad Moderna

La Navarra independiente en el siglo XVI
Territorio que permaneció como independiente
Territorio conquistado por la Monarquía Hispánica

- En 1522 el Reino de Navarra quedó reducido a la simple Baja Navarra, situada al norte de los Pirineos, tras perder la mayor parte de su territorio en favor del Imperio español. Se encontró en una unión dinástica con Francia desde 1589 y existió formalmente hasta 1790.

- En la batalla de Danki en 1549, el Buur-ba Jolof fue derrotado por el señor de Cayor, lo que llevó a la rápida desintegración del Imperio wólof. Wólof sobrevivió como el Reino de Wólof, un estado remanente incapaz de acceder al comercio atlántico entre sus antiguos territorios vasallos y los portugueses .

- En 1644 murió el último emperador de la dinastía Ming, y su familia huyó al sur, donde fundó la dinastía Ming del Sur, después de que la dinastía Qing tomara el control de la mayor parte de la China histórica.[10]

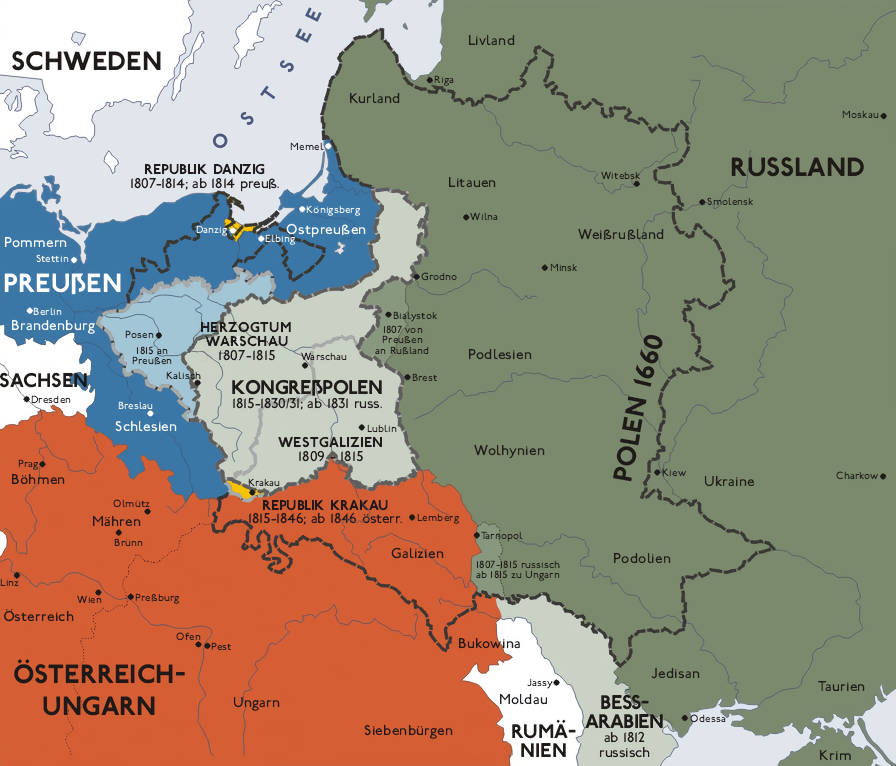
Mapa del Reino del Congreso (en gris claro); las líneas negras corresponden a las fronteras de la Mancomunidad de Polonia-Lituania antes de la primera partición de Polonia (1772).

- En 1772, el territorio de la República de las Dos Naciones se redujo en un 30 % después de la primera partición de Polonia por Rusia, Prusia y Austria. El estado resultante fue dividido nuevamente en 1793 y completamente anexado en 1795,[11] [12] Después de la victoria de Napoleón I sobre la Cuarta Coalición en 1807, se creó un nuevo estado polaco, el Ducado de Varsovia.[13] En el Congreso de Viena de 1815, tras la derrota de Napoleón ante la Séptima Coalición, el ducado fue sustituido por el Reino del Congreso y reducido a los condados de Poznań, Bydgoszcz y parte de los de Kalisz y Cracovia;[14] Este estado también puede considerarse un títere de Rusia.[15]

### Edad Contemporánea
- En 1830, el distrito de Nueva Granada dio lugar a un estado remanente, la república de Nueva Granada, como resultado de la separación de Venezuela y Ecuador que provocó el colapso de la Gran Colombia. La nueva nación experimentó el federalismo convirtiéndose en la Confederación de Granada en 1858, luego en los Estados Unidos de Colombia en 1863, antes de volver a ser un país centralizado con el nombre actual la República de Colombia en 1886. Panamá se separó en 1903, como consecuencia de la guerra de los mil días, lo que llevó a las fronteras actuales de Colombia.[16]

- En 1870, la caída de los Estados Pontificios como consecuencia de la toma de Roma y la anexión del Lacio por el reino de Italia, completando la unificación italiana, deja el territorio de la Santa Sede reducido de facto al Vaticano; el papa se ve obligado a retirarse dentro de las paredes del Palacio Apostólico, permaneciendo encerrado allí y considerándose "prisionero del Vaticano".  El reconocimiento del Vaticano como Estado soberano de derecho público internacional, distinto de la Santa Sede, fue reconocido por los acuerdos del Letrán en 1929, con la creación del Estado de la Ciudad del Vaticano.[17][18]
- En 1918, el desmembramiento del Imperio austrohúngaro a raíz de la Primera Guerra Mundial vio la creación de dos estados remanentes continuadores de esta doble monarquía: la República de Austria Alemana, creada en las zonas de población mayoritariamente germanófona de los reinos y países representados en la Dieta del Imperio, y la República Democrática húngara, reducida al tercio central de la Gran Hungría, con un tercio de los magiares encontrándose fuera de sus nuevas fronteras.[19][20][21]
- Checoslovaquia, a raíz de los acuerdos de Múnich (1938) y luego durante la Segunda Guerra Mundial, perdió los Sudetes y territorios donde vivían minorías polacas (Český Těšín y sus alrededores), húngaras, rumanas y rutenas (línea sur de Eslovaquia, Rutenia subcarpática y la banda de tierra alrededor de Stakčín y Sobrance), es decir, aproximadamente el 38% de su territorio; entonces dividido entre el protectorado de Bohemia-Moravia y la República eslovaca.[22]
- En 1949, el fin del régimen de ocupación de Alemania, establecido después de la Segunda Guerra Mundial, vio el renacimiento de Alemania a través del establecimiento de dos estados alemanes, la RFA y la RDA.[23] Estos dos estados remanentes se fundaron un territorio alemán reducido, a raíz de la capitulación del Tercer Reich en 1945, por una parte, al oeste de la línea Oder-Neisse, con: un regreso a las fronteras del Reich alemán antes de las primeras anexiones hitlerianas en 1938, el Sarre convirtiéndose en territorio autónomo bajo protectorado francés y los Países Bajos anexando aproximadamente 69 km² a lo largo de su frontera, y por otra, con la amputación de sus territorios al este de esta misma línea, incluyendo Pomerania posterior, Nueva Mar, casi toda la Baja Silesia (excepto una pequeña zona al este y alrededor de Hoyerswerda), la Alta Silesia y la provincia de Prusia Oriental; o la cesión de aproximadamente un cuarto del territorio de la República de Weimar antes de la guerra.[24]
- En 1949, después de la victoria del Partido Comunista Chino y el establecimiento de la República Popular China sobre el país durante la guerra civil china, el gobierno de la República de China huyó a la isla de Taiwán y continuó reclamando su autoridad sobre toda China.[25] Desde entonces, algunos lo consideran un estado remanente[26] mientras que otros lo consideran como un gobierno en el exilio,[27]
- En 1971, Pakistán Occidental dejó lugar a un estado remanente como consecuencia de la secesión de Pakistán Oriental durante la guerra de liberación de Bangladés. Pakistán perdió alrededor del 17% de su territorio donde vivían poco más de la mitad de su población.[28]
- En 1991, Etiopía vio la secesión de Eritrea durante la Guerra de independencia de Eritrea, perdiendo aproximadamente el 11% de su territorio donde vivía aproximadamente el 7% de su población.[28]
- La República Federal de Yugoslavia, es decir, el nombre que la comunidad de Estados de Serbia y Montenegro utilizó desde 1992 hasta 2003, es considerado como un estado remanente de la república socialista federal de Yugoslavia tras su desintegración en 1992,[29] aunque su estatus de estado sucesor le fue negado por el Consejo de Seguridad de las Naciones Unidas. En 2006, Montenegro declaró su independencia de la Unión y Serbia se convirtió en el estado continuador de la federación. Además, Kosovo declaró unilateralmente su independencia de Serbia en 2008.
- En 2011, la parte norte de Sudán se volvió un estado remanente tras la secesión de Sudán del Sur en un Referéndum de autodeterminación. Sudán, primer país de África y del mundo árabe en superficie hasta entonces, pierde aproximadamente un tercio de su territorio como resultado de esta partición.[30][31]